# St. Louis Aces
I St. Louis Aces sono una delle  11 squadre che competono nel World TeamTennis. 

La società ha sede a Saint Louis, e gioca le partite casalinghe allo Dwight Davis Memorial Tennis Center. Sono entrati nel World TeamTennis nel 1994, vincendolo nel 1996.

## Squadra attuale
- Greg Patton, allenatore
- Anna Kurnikova
- Andy Roddick
- Uladzimir Ihnacik
- Jasmin Wöhr
- Jelena Pandžić
- Travis Rettenmaier